# Conan und seine tapferen Freunde
Conan und seine tapferen Freunde (Originaltitel: Conan and the young warriors) ist eine US-amerikanische animierte Fantasy-Zeichentrickserie von John Grusd, die auf der von Robert E. Howard erschaffenen Figur Conan basiert.
Die Serie besteht aus einer Staffeln mit 13 Folgen von je 23 Minuten.
In Deutschland zeigte SAT 1 die Serie ab dem 5. Juni 1999.

## Handlung
Conan wird vom weisen Zauberer Epimetrius ausgewählt, drei junge Krieger auszubilden, die später über das Land Hyboria herrschen sollen.
Jeder der Jugendlichen besitzt ein Amulett aus magischem Sternenstein, welches ihnen besondere Kräfte verleiht. Navah die Kraft des Tierzaubers, Brynne die Kunst der Sinnestäuschung und Draegan Unbesiegbarkeit durch eine goldene Rüstung.
Die Zauberin Sulinara möchte die Sternensteine der jungen Krieger stehlen, um selber über Hyboria zu regieren.

## Vorlage und Umsetzung
Die Handlung weist lediglich in Bezug auf einige Orte Parallelen zu den Romanen oder Comics auf. Dafür gibt es einige Hinweise auf die Serie Conan, der Abenteurer (1992), so wird auf Conans Schwert aus Sternenmetall oder den Phönix hingewiesen.

## Synchronisation
Die Dialogbücher wurden von Stefan Kolo verfasst.
| Rolle    | Amerikanischer Sprecher | Deutscher Sprecher   |
| -------- | ----------------------- | -------------------- |
| Conan    | Philip Maurice Hayes    | Fritz von Hardenberg |
| Brynne   | Kelly Sheridan          | Michele Sterr        |
| Draegan  | Mark Hildreth           | Niko Macoulis        |
| Sulinara | Kathleen Barr           | Maria Böhme          |

## Episoden
| Nr. | Deutscher Titel              | Originaltitel            | Erstausstrahlung USA | Deutschsprachige Erstausstrahlung (D) | Drehbuch                      |
| --- | ---------------------------- | ------------------------ | -------------------- | ------------------------------------- | ----------------------------- |
| 1   | Die drei Sternensteine       | The Third Talisman       | -                    | 5. Juni 1999                          | Michael Reaves                |
| 2   | Die Stadt des Tyrannen       | Arena                    | -                    | 12. Juni 1999                         | Steve Perry                   |
| 3   | Die Welt der Träume          | Dreamweaver              | -                    | 19. Juni 1999                         | Brynne Stephens               |
| 4   | Die Schuppen der Riesenechse | Carnival Of Cardolus     | -                    | 26. Juni 1999                         | Brynne Stephens               |
| 5   | Die Insel der Dämonen        | Isle Of The Lost         | -                    | 16. Mai 2001                          | David Wise                    |
| 6   | Das Auge von Argon           | The Covenant             | -                    | 17. Mai 2001                          | Len Wein                      |
| 7   | Der Verwandlungskünstler     | Wolf In The Fold         | -                    | 18. Mai 2001                          | Steve Perry, Michael Reaves   |
| 8   | Freunde in der Not           | Once A Thief             | -                    | 21. Mai 2001                          | Bryce Malek, David Wise       |
| 9   | Das goldene Horn             | Brothers Of The Sword    | -                    | 22. Mai 2001                          | Michael Reaves                |
| 10  | Der Maulheld                 | Feet Of Fate             | -                    | 23. Mai 2001                          | Bryce Malek                   |
| 11  | Die Hand des Schicksals      | Hand Of Fate             | -                    | 24. Mai 2001                          | Brynne Stephens               |
| 12  | Der falsche Anführer         | The Separation           | -                    | 25. Mai 2001                          | -                             |
| 13  | Der Schlangenkönig           | The Night Of The Serpent | -                    | 28. Mai 2001                          | Lydia Marano, Brynne Stephens |

## Veröffentlichung auf DVD
In Deutschland wurde die Serie 2004 auf drei DVDs veröffentlicht.